# هوارد غرينفيلد
هوارد غرينفيلد (بالإنجليزية: Howard Greenfield)‏ هو ملحن وكاتب أغاني وشاعر أمريكي، ولد في 15 مارس 1936 في بروكلين في الولايات المتحدة، وتوفي في 4 مارس 1986 في لوس أنجلوس في الولايات المتحدة.

## وصلات خارجية
- هوارد غرينفيلد على موقع IMDb (الإنجليزية)
- هوارد غرينفيلد على موقع الموسوعة البريطانية (الإنجليزية)
- هوارد غرينفيلد على موقع ميوزك برينز (الإنجليزية)
- هوارد غرينفيلد على موقع قاعدة بيانات برودواي على الإنترنت (الإنجليزية)
- هوارد غرينفيلد على موقع أول ميوزيك (الإنجليزية)
- هوارد غرينفيلد على موقع ديسكوغز (الإنجليزية)